# 1997 في سنغافورة
فيما يلي قوائم الأحداث التي وقعت خلال عام 1997 في سنغافورة.

## رياضة
- 1 يناير – دوري سنغافورة للمحترفين 1997 الفائز نادي واريورز.

## مواليد

### يناير
- 25 يناير – ميشيل تونغ لاعب تنس الريشة.

### أغسطس
- 13 أغسطس – عرفان فندي لاعب كرة قدم سنغافوري.

## وفيات

### أبريل
- 1 أبريل – باربرا يو لينغ (مواليد 1938) ممثلة بريطانية.

### أكتوبر
- 23 أكتوبر – كيم ليم (مواليد 1937) نَحّاتة سنغافورية.